# Luis Recasens Siches
Luis Recasens Siches (castellà: Luis Recasens)  (Ciutat de Guatemala i Guatemala, 19 de juny de 1903 - Ciutat de Mèxic, 4 de juliol de 1977) fou un filòsof i polític espanyol. Com altres pensadors de la seva generació, va partir del neokantisme, en fou deixeble de les seves figures assenyalades (Giorgio del Vecchio a Roma, Rudolf Stamler a Berlín, Hans Kelsen a Viena) com també dels seus crítics: Rudolf Smend, H. Heller, així com dels fenomenòlogs F. Schreier i F. Kaufmann.
A Madrid, José Ortega y Gasset va alimentar amb la seva «raó vital» la superació del neokantismeo. Amb aquest bagatge, Recasens va intentar anar més enllà del formalisme, mitjançant la fenomenologia dels valors de Max Scheler i Nicolai Hartmann. Tot això abordat des del punt de vista de la seva formació filosòfica, reflectit en la seva tesi doctoral La filosofia del Derecho de Francisco Suárez (editada a Barcelona el 1927 i a Mèxic el 1947). El 1927 va començar la seva docència en la Universitat de Santiago de Compostel·la, prosseguida després en les de Salamanca (1930), Valladolid (1930-1932) i Madrid (1932-1936).
A les eleccions generals espanyoles de 1931 fou elegit diputat per la província de Lugo per la Dreta Liberal Republicana (que formava part de la coalició Federació Republicana Gallega) i a les eleccions de 1933 pel Partit Republicà Conservador. Durant aquest període fou nomenat Sotssecretari d'Indústria i Director General d'Administració Local i va intentar atraure al seu partit al polític gallec Jose Benito Pardo y Rodríguez. A l'iniciar-se la Guerra Civil es va exiliar en Mèxic, on el 1937 fou nomenat professor de la Universitat Nacional Autònoma.

## Teoria del dret
Per a Recasens el Dret positiu, com a regulació de la conducta humana, s'escull entre diverses possibilitats conforme a criteris de valor que no poden obtenir-se de l'experiència. Tota axiologia suposa uns fonaments a priori, sense excloure la presència al Dret d'elements empírics. En aquesta via mitjana entre el formal i l'empíric se situa la seva lògica del raonable, com mediació entre teoria (els principis de l'ordenament jurídic) i praxi: la seva aplicació a la vida humana. El logotip del raonable conté i supera la raó històrica de Wilhelm Dilthey, la vital d'Ortega y Gasset, la raó de l'experiència pràctica de John Dewey. Aquesta lògica és desenvolupada a Nueva filosofia de la interpretación del Derecho (Mèxic, 1956), i empalma amb la moderna tòpica jurídica. Sobre aquesta va publicar una Introducción filosòfica al Derecho (Mèxic, 1970). Des d'aquesta postura comprensiva i englobante, dialoga amb els corrents moderns de la filosofia jurídica (Panorama del pensament jurídic en el segle XX, Mèxic, 1963), reclamant una tornada a la praxi, punt de partida del Dret natural clàssic.

## Obres
- Direcciones contemporáneas del pensamiento jurídico (Barcelona 1929)
- Los temas de la filosofía del Derecho (Barcelona 1934)
- Estudios de filosofía del Derecho (Barcelona 1936, 3 ed. Mèxic 1946)
- Vida humana, sociedad y derecho, (Mèxic 1939, 3 ed. 1952)
- Tratado general de sociología, (Mèxic 1956, 6 ed. 1964)
- Tratado general de filosofía del Derecho (Mèxic 1959, 3 ed. 1965)
- Nueva filosofia de la interpretación del Derecho (Mèxic, 1956),
- Introducción filosòfica al Derecho (Mèxic, 1970)